# Zámrsky
Zámrsky (en allemand : Samersk) est une commune du district de Přerov, dans la région d'Olomouc, en République tchèque. Sa population s'élevait à 245 habitants en 2020.

## Géographie
Zámrsky se trouve à 8 km au sud-est de Hranice, à 28 km à l'est-nord-est de Přerov, à 43 km à l'est-sud-est d'Olomouc et à 253 km à l'est-sud-est de Prague.
La commune est limitée par Špičky au nord, par Milotice nad Bečvou au nord-est, par Kelč au sud-est et au sud, et par Dolní Těšice et Skalička à l'ouest.

## Histoire
La première mention écrite de la localité date de 1131.

## Transports
Par la route, Zámrsky se trouve à 10 km de Hranice, à 35 km de Přerov, à 49 km d'Olomouc et à 312 km de Prague.